# Atzeneta d’Albaida
Atzeneta d’Albaida település Spanyolországban, Valencia tartományban. Atzeneta d’Albaida Muro de Alcoy községgel határos. Lakosainak száma 1169 fő (2024).

## Népesség
A település lakosságának változását az alábbi diagram mutatja:
| Lakosok száma | 1262 | 1344 | 1285 | 1282 | 1229 | 1175 | 1155 | 1165 | 1146 | 1169 |
|               | 2001 | 2004 | 2007 | 2009 | 2012 | 2014 | 2017 | 2019 | 2022 | 2024 |